# West Cork (distillerie)
Pour les articles homonymes, voir Cork (homonymie).

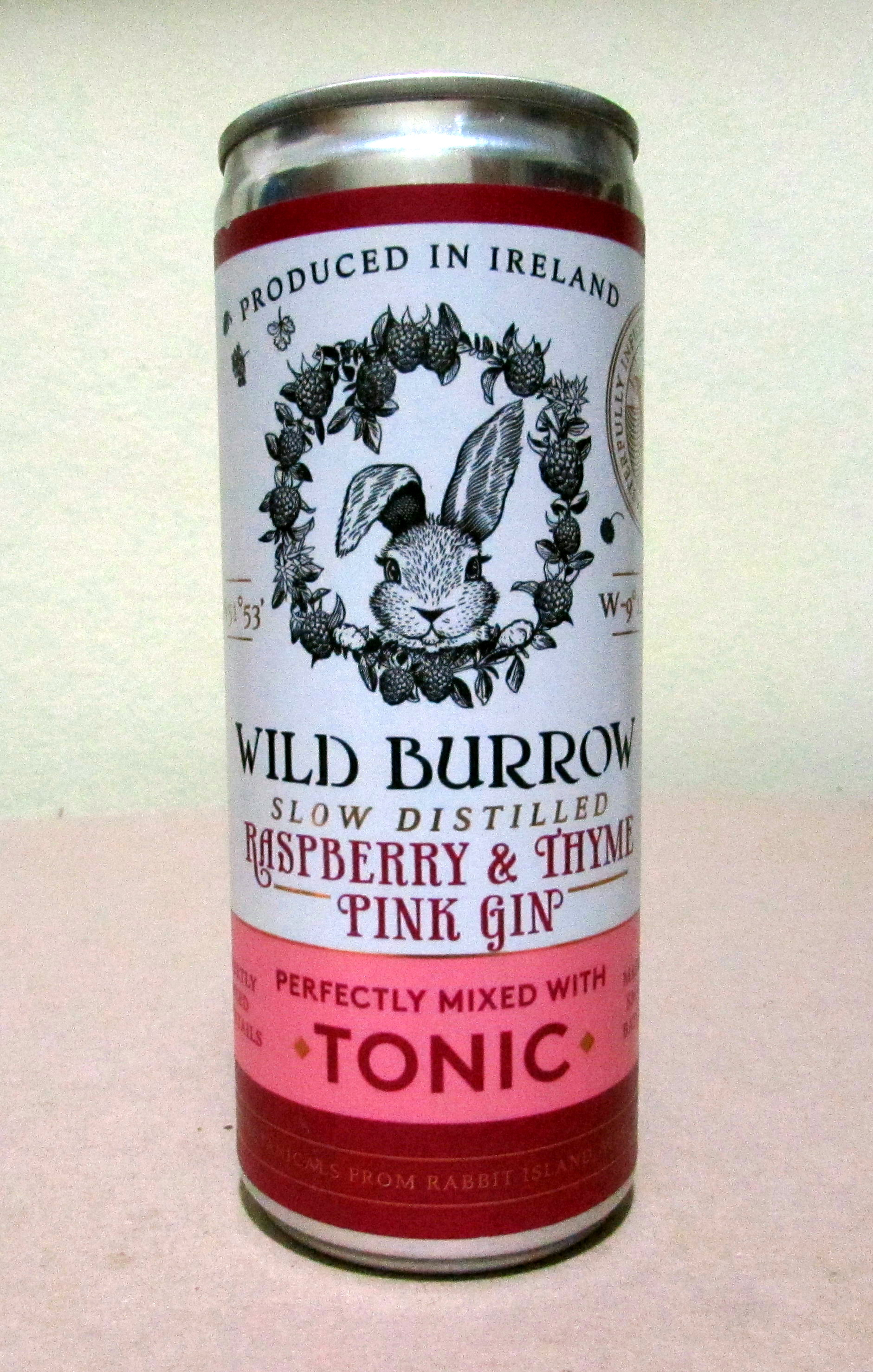
photo d'une cannette de Gin fabriqué par West Cork Distillers

West Cork est une distillerie située dans la ville de Skibbereen dans le Comté de Cork. Elle produit des whiskies irlandais, du poteen, de la vodka et du gin. Elle distribue sous sa propre étiquette et commercialise un certain nombre de marques produite à façon.

## Histoire
La distillerie a été créée par trois personnes, John O'Connelle, Denis McCarthy et Ger McCarthy, en 2004 dans la ville d'Union Hall. Elle est ensuite déménagée en 2013 à Skibbereen.

## Équipement
La distillerie est équipée de quatre alambics, deux wash stills et deux spirits stills. 

## Production
West Cork produit des whiskies de malt et des whiskies de grain qui sont des mélanges d'orge et de blé. Cette production sert à la commercialisation de nombreuses bouteilles distribuées sous sa propre étiquette ou faites à façon pour des sociétés de distribution
Ses versions officielles sous distribuées sous la marque West Cork. Ce sont des single malts et des blends
- Bourbon Cask, West Cork 10 ans, Black Cask, West Cork Irish Whiskey « Cask Strength » et trois West Cork Irish Whiskey Cask Finishes (xerès, porto et rhum).

Sous la marque Two Trees on retrouve une vodka, un gin et un poitin. Garnish Island Gin est un gin construit a evc des plantes venant uniquement de l'île de Garnish au large de Skibbereen.
Mais West Cork produit aussi des whiskies qui sont distribués sous d'autres marques comme Drombeg, Kennedy ou Lough Hyne. Mais la plus connue est le The Pogues Irish whiskey développé en collaboration avec le groupe de musique The Pogues. Cette marque est exportée dans près de 60 pays différents.